# ZNF274
La proteína 274 de dedo de zinc es una proteína que en humanos está codificada por el gen ZNF274.
Este gen codifica una proteína de dedo de zinc que contiene cinco dominios de dedo de zinc de tipo C2H2, uno o dos dominios de caja A (KRAB A) asociados a Kruppel y un dominio rico en leucina. Se ha sugerido que la proteína codificada es un represor transcripcional. Se localiza predominantemente en el nucleolo. Alternativamente, existen variantes de transcripción empalmadas que codifican diferentes isoformas. Estas variantes utilizan señales alternativas de poliadenilación.